# Rijpfjorden
Rijpfjorden is een fjord van het eiland Nordaustlandet, dat deel uitmaakt van de Noorse eilandengroep Spitsbergen.
Het fjord is vernoemd naar Jan Cornelisz. Rijp.

## Geografie
Het fjord is zuid-noord georiënteerd met een lengte van ongeveer 40 kilometer en een breedte van 12 kilometer.
Ten oosten van het fjord ligt Prins Oscarsland en ten zuidwesten het Gustav-V-land. In het noorden mondt het fjord uit in de baai Nordenskiöldbukta. In het zuiden gaat het fjord over in het dal Rijpdalen.
Ten oosten van het fjord ligt de inlands gelegen gletsjer Ahlmannfonna. Aan de westzijde van het fjord monden de Croftbreen en Rijpbreen er in uit.
Op ruim zes kilometer naar het oosten ligt het fjord Duvefjorden.